# L'esprit de Genève
L'esprit de Genève est un ensemble de valeurs locales d'humanisme, de justice sociale et d'indépendance manifestée par différents personnages historiques, auteurs et organisations internationales basés ou liés à Genève. Il est inscrit sur la liste des traditions vivantes de Suisse, Office fédéral de la culture répertorie le patrimoine immatériel de la Suisse.
Le terme est créé par l'écrivain et essayiste Robert de Traz, dans son essai de 1929 L'esprit de Genève[source insuffisante].
Le président de la Confédération suisse Pierre Graber le définit en 1975 comme un souci de la personne humaine au travers de la Croix-Rouge, une volonté de faire primer le droit, et non la force, grâce aux procédures d'arbitrage et la concertation internationale par l'instauration de la Société des Nations.